# 将错就错
《将错就错》（英語：The Right Mistake），中国大陆爱情喜剧片，导演和编剧都是王宁，主演小沈阳、田亮、陈小春、熊黛林、李诚儒、钟丽缇、范文芳。

## 剧情
中国东北男青年“宫男”和重庆市浪荡青年“秦招妹”因算命先生的指点来到了同一地点，两人结伴前往新加坡闯荡发财，却出现了一系列的喜剧故事。

## 演出
- 小沈阳 出演 宫男
- 田亮 出演 秦招妹
- 陈小春 出演 董大山
- 熊黛林 出演 颜琪
- 钟丽缇 出演 新加坡警察
- 李诚儒 出演 萨摩耶夫
- 范文芳 出演 电视台记者

## 曲目
- 主题曲《中国喜事》；演唱：凤凰传奇[3]

## 票房
该片首日票房人民幣815万元，一周票房人民幣2000万元。